# Operation Title

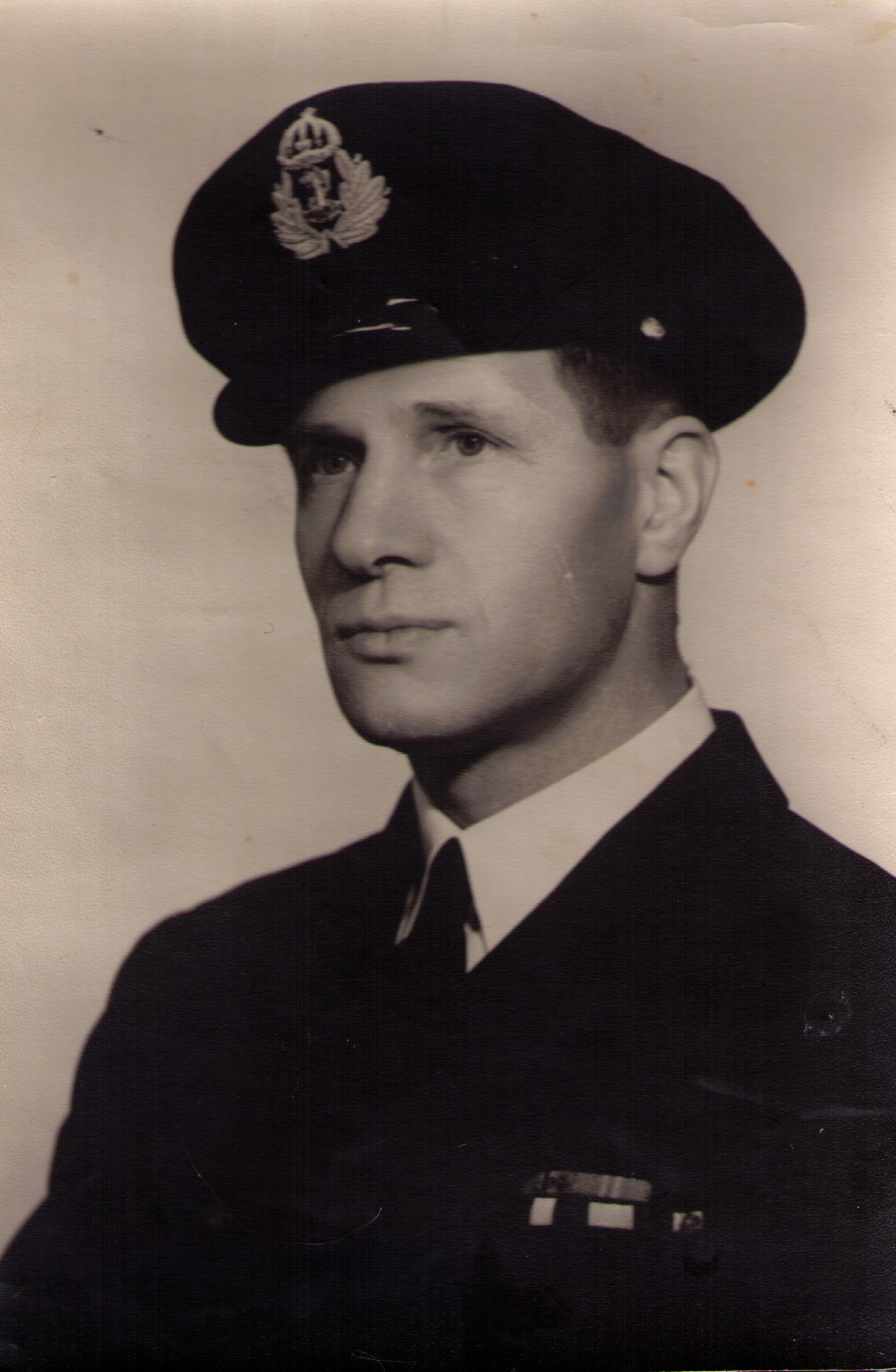
Leif Larsen, genannt Shetland Larsen

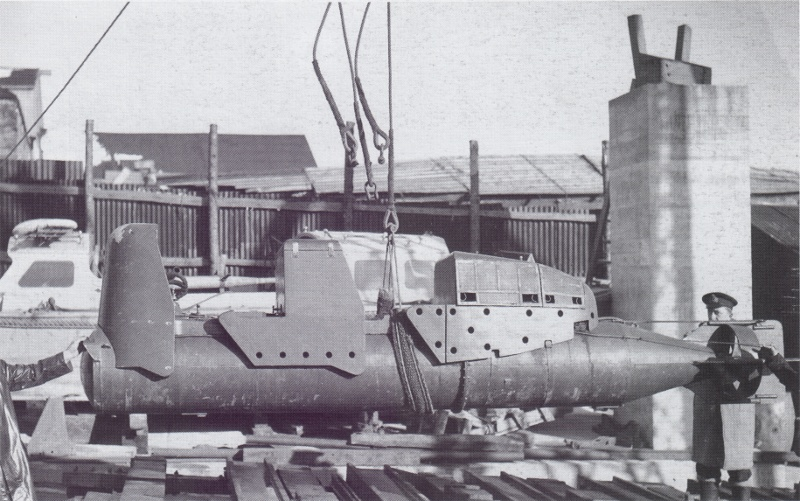
Bemannter Torpedo Chariot Mk I

Die Operation Title war ein fehlgeschlagenes Kommandounternehmen des britischen Special Operations Executive (SOE) zur Versenkung des deutschen Schlachtschiff Tirpitz, auf Befehl von Sir Winston Churchill.

## Operation
Unter der Leitung des nach England geflohenen Norwegers Leif Andreas Larsen (bekannter unter dem Namen Shetland Larsen) sollte das Fischerboot Arthur am 30. Oktober 1942 zwei Chariot-Torpedos im Schlepp nahe genug an die im Fættenfjord östlich von Trondheim liegende Tirpitz bringen, um mit Hilfe der Chariots zwei Sprengköpfe an der Tirpitz zu platzieren. Als die Arthur am 31. Oktober nach einem Maschinenschaden verspätet in den Trondheimfjord eingelaufen war, geriet sie abends in schweres Wetter. Einer der Chariots schlug gegen den Propeller der Arthur und musste aufgegeben werden. Bei der nachfolgenden Untersuchung des Propellers stellte die Besatzung fest, dass auch der zweite Chariot nur 16 km vor dem Ziel verloren gegangen war. Daher entschloss sich die Besatzung am frühen Morgen des 1. November, die Arthur aufzugeben und zu versenken.(63° 33′ 21″ N, 10° 37′ 3″ O
) Die Männer gingen in Norwegen an Land und konnten mit Hilfe norwegischer Widerstandskämpfer das neutrale Schweden erreichen. Ein Mann wurde von den Deutschen gefangen genommen und gemäß einem Kommandobefehl Adolf Hitlers hingerichtet.
Leif Larsen erhielt für diesen Einsatz die Conspicuous Gallantry Medal.